# Suragina intermedia
Suragina intermedia är en tvåvingeart som först beskrevs av Enrico Adelelmo Brunetti 1909.  Suragina intermedia ingår i släktet Suragina och familjen bäckflugor. Inga underarter finns listade i Catalogue of Life.